# 巴特弗兰肯豪森
基夫霍伊瑟山区巴特弗兰肯豪森（德語：Bad Frankenhausen/Kyffhäuser），通称巴特弗兰肯豪森（德語：Bad Frankenhausen，發音：[baːt ˌfʁaŋkn̩ˈhaʊzn̩] ⓘ），是德国图林根州基夫霍伊瑟县的城市，面积91.06平方千米，2023年12月31日人口为10,042人。2007年12月1日，市镇埃斯珀施泰特并入巴特弗兰肯豪森。2019年1月1日，市镇伊希施泰特和灵莱本并入巴特弗兰肯豪森。

## 友好城市
- 德国 巴特索登-阿伦多夫（1990年）